# Partido de General Paz
General Paz es uno de los 135 partidos de la provincia argentina de Buenos Aires. Se encuentra en el noreste del territorio provincial y su cabecera es Ranchos, sobre la ruta 29, a 130 km de Buenos Aires. Forma parte de la Quinta Sección Electoral de la Provincia de Buenos Aires.

## Geografía

### Sismicidad
La región responde a las subfallas «del río Paraná», y «del río de la Plata», y a la falla de «Punta del Este», con sismicidad baja; y su última expresión se produjo el 5 de junio de 1888 (136 años), a las 3.20 UTC-3, con una magnitud aproximadamente de 5,0 en la escala de Richter (terremoto del Río de la Plata de 1888).
La Defensa Civil municipal debe advertir sobre escuchar y obedecer acerca de
Área de
- Tormentas severas, poco periódicas, con Alerta Meteorológico
- Baja sismicidad, con silencio sísmico de 136 años

### Límites
Limita al norte con el Partido de Cañuelas, al noreste con el Partido de San Vicente, al oeste y al noroeste con el Partido de Monte, al este con el Partido de Brandsen, al sur y al sureste con el Partido de Chascomús y al sudoeste con el Partido de General Belgrano.

## Historia
- El 1.er. Virrey del Río de la Plata Pedro de Cevallos, proyecta resolver la ofensiva de los pueblos indígenas (pampas, aucas chilenos y serranos) que tras la araucanización de los pueblos originarios presionaba fuertemente sobre la línea de fronteras, con una expedición militar, nunca concretada. El siguiente Virrey Juan José de Vértiz y Salcedo - imposibilitado de accionar con esa idea - modifica la línea defensiva, por entonces hasta el norte del río Salado, llevándola hacia el sur. Así, designa al Tte. Cnel. Francisco Betbezé de Ducós, para escoger los mejores sitios para el avance. De resultas, se funda el "Fortín y Pueblo de Ranchos"
- 1779, Betbezé informa al virrey, de no modificar la línea de los fuertes existentes; propone un nuevo Fortín en la "Laguna de los Ranchos", entre las Lagunas de Chascomús y de Monte
- 1780, es aprobada y decretada el Reducto
- 1781 finaliza la construcción del Fortín, conducido por el comandante Gral. de fronteras Juan José de Sardén. El pueblo se delinea, progresando bien, al amparo del fuerte. Dependía del "Pago de la Magdalena"
- 1784 se divide en los partidos de Magdalena, Quilmes y de San Vicente, donde Ranchos a integrar el último hasta 1821, creándose el de Ranchos y de Monte
- 1822 se nombra juez de paz de Ranchos. El 1.er. primitivo del pueblo fue "Nuestra Señora del Pilar de los Ranchos", pero con los años cayó en desuso, llamándose Ranchos a pueblo y partido
- 1888 a las 3.20 del 5 de junio último cimbronazo por el terremoto del Río de la Plata de 1888
- 1891 se promulga la ley disponiendo que se llamasen "General Paz", pueblo y partido. Pero perduró el nombre de Ranchos por la "Estación de FFCC
- febrero de 1972, se restituye a la ciudad cabecera de Partido la denominación "Ranchos", manteniéndose para el Partido el de "General Paz"

## Intendentes desde 1983
| Intendente             | Mandato                                           | Partido               |
| Juan Carlos Veramendi  | 10 de diciembre de 1983 - 10 de diciembre de 1991 | Partido Justicialista |
| César Augusto Uribarri | 10 de diciembre de 1991 - 10 de diciembre de 1995 | Partido Justicialista |
| Edgardo Juan Uribarri  | 10 de diciembre de 1995 - 10 de diciembre de 2007 | Partido Justicialista |
| Juan Carlos Veramendi  | 10 de diciembre de 2007 - 10 de diciembre de 2019 | Partido Justicialista |
| Juan Manuel Álvarez    | 10 de diciembre de 2019 - presente                | Partido Justicialista |

## Demografía
Según los resultados definitivos del censo de 2022 la población del partido alcanza los 14.207 habitantes.

### Estructura
La población se encuentra repartida en 7 240 mujeres y 6 967 hombres, con un índice de masculinidad de 96,2 hombres por cada 100 mujeres. 
La edad mediana de la población es de 33 años (34 años entre las mujeres y 33 años entre los hombres).
El 14,4% de la población tiene más de 65 años (frente al 13,8% en 2010), y el 3,5% de la población tiene más de 80 años (significando un retroceso frente al 3,7% en 2010)

### Salud y educación
El 65,5% de la población tiene al menos un tipo de cobertura de salud. 
Unas 4 751 personas asisten a algún tipo de establecimiento educativo de cualquier nivel y unas 1 370 personas tienen un título terciario o superior (9,6% sobre el total de la población). La tasa de alfabetización es del 99,7%

### Migraciones
De las personas residentes en el partido, unas 2 320 (16,3% del total de población) nacieron en otra provincia, y unas  254 (1,8% del total de población) lo hicieron fuera del país, siendo los grupos de inmigrantes más numerosos los provenientes de:
- Paraguay: 81 personas
- Uruguay: 36 personas
- Bolivia: 23 personas
- Laos: 17 personas
- España: 10 personas

### Hogares
En el partido hay un total de 6 710 viviendas  y 5 240 hogares. 
En cuanto al régimen de tenencia y regularidad de la propiedad de las viviendas, el 60,4% es propia, el 19,5% es alquilada, el 11,9% es cedida o prestada, y el resto se encuentra en otra situación.
Sobre el total de hogares, 4 294 (81,9% del total) tiene acceso a red pública de agua corriente, 3 155 (60,2% del total) tiene desagüe y descarga a red pública cloacal, 2 722 (51,9% del total) tiene acceso a red pública de gas, y 3 532 (67,4% del total) tiene acceso a red de internet en la vivienda. 

## Localidades del Partido
Según el censo de 2010, su población es la siguiente:
- Ranchos, cabecera distrital: 7916 hab.
- Loma Verde: 596 hab.
- Villanueva (Estación Villanueva): 572 hab.
- Barrio Río Salado (Apeadero Río Salado): 60 hab.
- Alegre (Estación Alegre)

(Población dispersa: 1758 hab.)

## Toponimia
Debe su nombre como homenaje al general José María Paz.

## Región Productiva
- COPRODER: Consejo Productivo de Desarrollo Regional- Región Cuenca del Salado

## Educación
- Año: 2005
- Establecimientos: 42
- Comedores: 34
- Matrícula: 3.134
- Docentes: 407
- Fondo Mantenimiento: $ 149.801